# 道の駅上関海峡
道の駅上関海峡（みちのえき かみのせきかいきょう）は、山口県熊毛郡上関町室津にある山口県道23号光上関線の道の駅である。

## 概要
室津半島の最南端、上関大橋のすぐそばにある。「町民が他の市や町のスーパーまで魚を買いに行かなければならない現状を何とかしなければ」という思いから上関町が立案した「ふるさと市場」構想 に基づいて建設を進めていた物産品販売所が2014年4月の第41回登録で登録を受けたもので、同年11月21日に開駅（23日までプレオープン）、12月5日にグランドオープンした。プレオープンの3日間で上関町の人口の約1.4倍にあたる4400人が来館するなど盛況を見せている。夕食のおかずを買いに来る地元客も多いという。
前述の通り上関町が建設・設置し、一般財団法人なごみが指定管理者として運営を委託されている。タイ、ハマチ、メバルなど、地元産を中心とした新鮮な魚介類や、ヒジキなどの乾物、特産のサツマイモ、ビワなど農産物が売り物となっている。なお、建設事業費約3億2,400万円のうち約2億円を、上関原子力発電所建設計画に伴う原子力発電施設等立地地域特別交付金を充てている。

## 施設
- 駐車場：49台
  - 普通車：47台
  - 大型車：2台
  - 身障者用：1台
- トイレ
  - 男：大 3器、小 5器
  - 女：6器
  - 身障者用：1器
- 公衆電話：1台
- レストラン（11:00 - 15:00）
- 軽食（9:00 - 19:00）
- 店舗、売店
- 休憩所、情報コーナー

## 休館日
- 第3水曜日、1月1日〜1月3日

## アクセス
- 山口県道23号光上関線 - 登録路線
  - 山口県道72号柳井上関線

### 公共交通機関
- 西日本旅客鉄道（JR西日本）山陽本線 柳井駅より防長バス 「上関」行き乗車、「道の駅上関海峡」下車(約50分)。

## 周辺の名所
- 四階楼
- 上関海峡温泉 鳩子の湯
- 上盛山展望台